# Living Desert Zoo and Gardens
Living Desert Zoo and Gardens, tidigare Living Desert Museum, är en kombinerad djurpark och botanisk trädgård helt inriktad på öknens djur- och växtliv och ligger vid Portola Avenue i Palm Desert i delstaten Kalifornien i USA. Här finns djurarter som gepard, giraff, olika grävlingar, puma, rödlo, sandgasell, struts, tornuggla och vårtsvin.

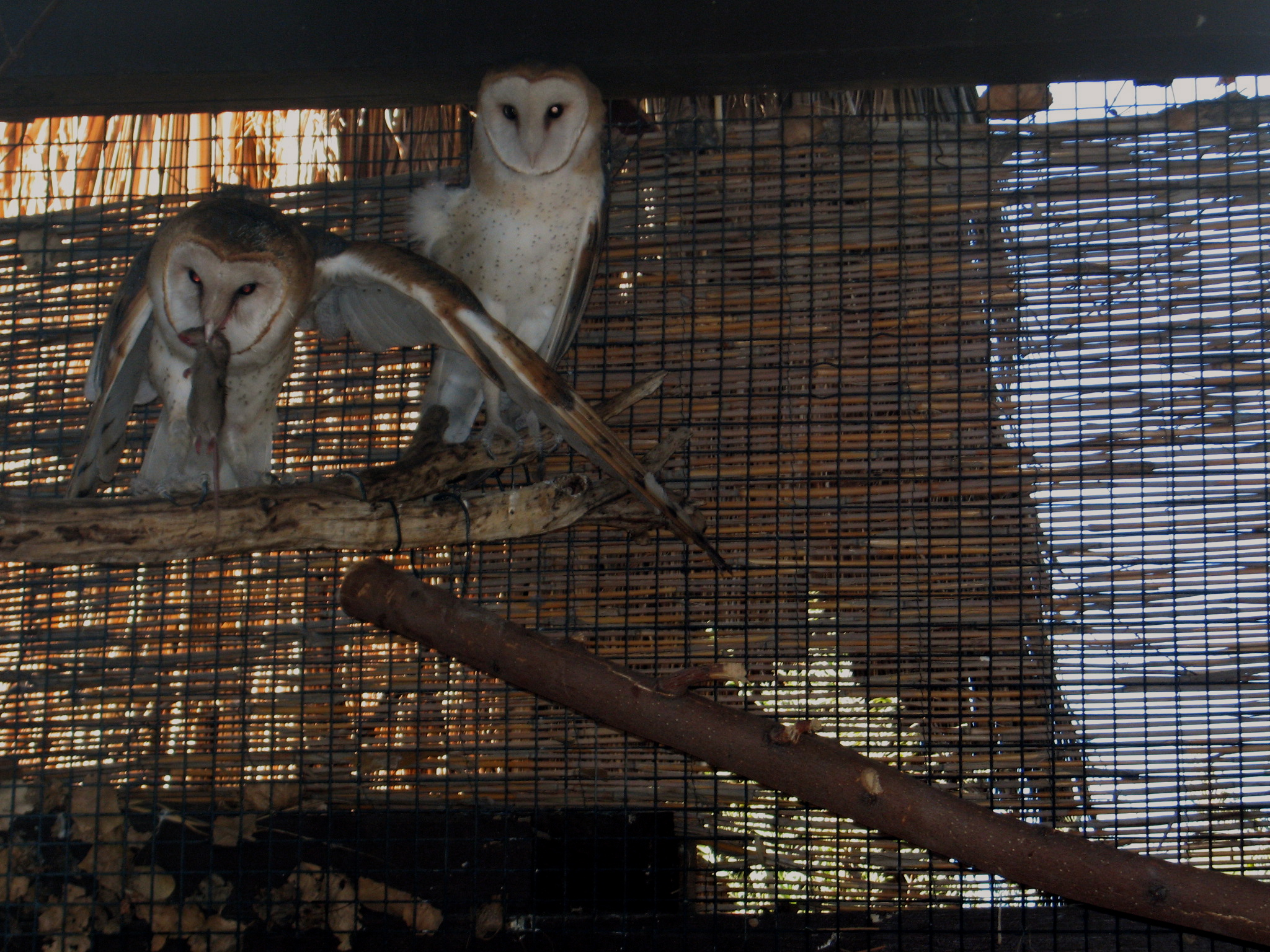
Tornugglor äter möss i Living Desert Zoo and Gardens.